# اچ‌دی ۳۵۶۱۹
اچ‌دی ۳۵۶۱۹ یک ستاره است که در صورت فلکی ارابه‌ران قرار دارد.